# Juan Ramis
Juan Ramis y Ramis (Mahón, 27 de abril de 1746 - 12 de febrero de 1819) fue un escritor, historiador y abogado anglo-franco-español de la Ilustración, hermano del jurista y traductor Pedro Ramis (1748 - 1816), del médico Bartolomé Ramis (1751-1837), del agrónomo José Ramis (1766-1821) y del abogado e historiador Antonio Ramis (1771-1840); escribió sobre todo en español y catalán. Fue célebre por escribir su obra más famosa: Lucrècia.

## Biografía
A pesar de que hasta prácticamente finales del siglo XX es prácticamente ignorado en los manuales de historia de la literatura catalana, es la figura más importante del neoclasicismo literario catalán. Nació cuando Menorca estaba anexionada a Inglaterra, así que fue súbdito inglés hasta el 18 de abril de 1756 y francés hasta el 3 de julio de 1763 y nuevamente inglés hasta el desembarco español del 19 de agosto de 1781; la nacionalidad española le duró hasta el 7 de noviembre de 1798, en que volvió a ser inglés, condición que dejó definitivamente por la española el 16 de junio de 1802 merced a la Paz de Amiens. Vivió el Neoclasicismo intensamente y durante la dominación británica, la economía menorquina fue próspera y la lengua y cultura catalana, propias de Menorca se pudieron desarrollar completamente, al contrario de los otros territorios de habla catalana. La posibilidad de viajar y de estudiar fuera de la isla era una realidad en un momento en que el comercio y los negocios favorecían las relaciones con otras ciudades y universidades. Juan era hijo del abogado Bartolomé Ramis y Serra (1730-1788) y de Catalina Ramis y Calafat, ambos parientes en segundo grado y procedentes de una antigua familia de Inca; recibió una educación selecta junto a sus hermanos, que también destacaron; la amplió con estudios de retórica y poética en Mallorca y, aunque se ha dicho que estudió derecho civil y canónico en Aviñón, como su hermano Pedro, lo más posible es que, como tantos otros, sólo fuera a Aviñón para examinarse y, por tanto, estudiara por libre allá en su tierra. 
Escribió las primeras poesías en catalán, castellano y latín. Hay que destacar las obras de teatro, en catalán: Lucrècia (1769), tragedia neoclásica, Arminda (1775), tragedia de tema medieval, Constància (1779) y Rosaura o el més constant amor (Rosaura o el más constante amor), 1783.
A partir de 1784 escribió sobre todo en castellano, aunque ya lo había hecho con anterioridad cuando tenía once años en sus anónimas Varias fábulas dispuestas en verso para que, ayudadas de la pintura de los falsos dioses, pueda la juventud darse por juego a este estudio (Calatayud, 1757). Las obras de este periodo son más bien mediocres. Con su nombre publicó La Alonsiada (1818), poema narrativo sobre la conquista de la isla, traducida inmediatamente al catalán. Los estudios históricos, en cambio, están hechos con gran rigor. Los más importantes son Antigüedades célticas de la isla de Menorca (1818) e Historia civil y política de Menorca (1819). La primera de estas obras fue escrita con el objeto de aportar información sobre cultura celta e íbera, tema el cual era de gran interés en la península. Ahora bien, los estudios que realizó en dicho libro eran en realidad de época prehistórica, aunque en un principio se encasillaron como cultura celta. Como botánico compuso un breve Specimen animalium, vegetalium et mineralium in insula Minorica frequentiorum, ad norman Linneani sistematis, de escasa importancia hoy día por los numerosos errores que contiene en la determinación de las especies, pero que enumera unas 140 plantas, seguidas de su nombre vulgar, pero sin hacer la debida distinción entre las espontáneas y las cultivadas en aquella isla.

## Obras

### En catalán
- Lucrècia o Roma libre (1769)
- Arminda (1775)
- Constància (1779)
- Rosaura o el més constant amor (1783)
- Tirsis i Filis. Ègloga per un maonès (1783)
- Ensayo Latino-Menorquín de los tres reynos vegetal, animal y mineral (1788)
- Poesies burlesques i amoroses (1809; hay edición moderna en Mahón: Instituto Menorquín de Estudios, 1988, al cuidado de Antonio Juan Pons.
- Els temps i paratges de Menorca en què és més gustós i saludable el Peix  Mahón: Impr. Viuda de Fàbregas, 1811; 1815; 1840; 1868.
- L'Alonsiada [La Alonsíada]. Mahón: Impr. Pere A. Serra, 1818. (Trad. al catalàn de Vicenç Albertí)

### En castellano
- La Alonsíada. Mahón: Impr. Pere A. Serra, 1818; Mahón: El Diario, 1864; Ferrerías: Consejo Insular de Menorca, 1985 (Ed. facsímil original castellana y traducción catalana de Vicenç Albertí. Al cuidado de Antonio-Juan Pons y Josefina Salord).
- Varias fábulas. (1762); Mahón: Instituto Menorquín de Estudios, 2007. (Al cuidado de Javier Patiño).
- Corto diseño de las demostraciones de piedad y regocijos públicos, con que la Universidad de Mahón celebró... del feliz alumbramiento de la princesa Nuestra Señora... Mahón: Impr. Juan Fábregas, 1784.
- Relación de la real proclamación de S. M. el señor rey Don Carlos IV. Mahón: Impr. Juan Fábregas, 1789.
- Specimen animalium, vegetabilium et mineralium in insula Minorica. Mahón: Impr. Pere A. Serra, 1814. (Prólogo en castellano, lista de especies en el nombre científico latino y el nombre popular menorquín).
- Compendio de la sentencia de Galcerán de Requesens y de sus correcciones. Mahón: Impr. Vídua Fàbregues, 1814; Ciudadela: Nura, 1995.
- Situación de la isla de Menorca, su extensión y perímetro, distancia respectiva de sus poblaciones y vecindario de ellas según el censo de 1805, incluso el de sus términos. Mahón: Impr. Pere A. Serra, 1814; 1816 (2.ª edición aumentada); Ciudadela: Nura/Mahón: Sicoa, 1989. (Reproducción facsímil).
- Beneficios que había en las iglesias de Menorca en el año de 1792. Mahón: Impr. Pere A. Serra, 1815.
- Contestación de Don Juan Ramis y Ramis... al papel que con el título de Reflexiones sencillas e imparciales, salió a la luz en esta ciudad en marzo último, impreso en la Casa de la Viuda e Hijos de Fábregues. Mahón: Impr. Pere A. Serra, 1815.
- Extracto del arreglo llamado el pariatge del rey Don Jaime III de Mallorca sobre la pabordía y rectorías de Menorca […]. Mahón: Impr. Pere A. Serra, 1815; Ciudadela: Nura/Sicoa, 1990. (Reproducción facsímil).
- Serie cronológica de los gobernadores de Menorca desde 1287 hasta 1815 inclusive. Mahón: Impr. Pere A. Serra, 1815; 1818; Ciudadela: Nura, 1980. (Reproducción facsímil de la primera edición).
- Pesos y medidas de Menorca y su correspondencia con los de Castilla precedido todo de un discurso histórico análogo al asunto. Mahón: Impr. Pere A. Serra, 1815.
- Alquerías o posesiones de Menorca en el año 1815: puestas por orden alfabético según la división de sus términos. Mahón: Pere A. Serra, 1815; Ciudadela: Nura, 1989. (Reproducción facsímil).
- Apellidos de Menorca desde el siglo XIII hasta el XVII inclusive. Mahón: Impr. Pere A. Serra, 1815.
- Diputados de Menorca a la Real Persona y a otras partes fuera de la isla. Mahón: Pere A. Serra, 1816.
- Estadística general de Menorca y particular de sus pueblos formada de orden del Gobierno en 1814. Mahón: Pere A. Serra, 1816.
- Varones ilustres de Menorca y noticia de los apellidos que más se han distinguido en ella. Mahón: Impr. Pere A. Serra, 1817; Ciudadela: Nura/Mahón: Sicoa, 1989. (Reproducción facsímil); La Coruña: Órbigo, 2010. (Reproducción facsímil).
- Inscripciones romanas que existen en Menorca, y otras relativas a la misma sacadas de varios escritores […]. Mahón: Impr. Pere A. Serra, 1817; Ciudadela: Nura, 1995. (Reproducción facsímil).
- Antigüedades célticas de la Isla de Menorca desde los tiempos más remotos hasta el siglo IV de la era cristiana. Mahón: Impr. Pere A. Serra, 1818; Mahón: Ayuntamiento, 1967; Ferrerías: Nura, 1998. (Reproducción facsímil de la primera edición).
- Historia civil y política de Menorca: parte I que empieza en los tiempos más antiguos y acaba a principios de la era cristiana. Mahón: Impr. Pere A. Serra, 1819; Diario de Menorca, 1864; Mahón: Nura, 1991. (Reproducción facsímil de la primera edición).
- Serie cronológica de los gobernadores de Menorca desde 1287 hasta 1818 inclusive. Mahón: Impr. Pere A. Serra, 1820.
- Usos y costumbres antiguos y modernos de Menorca. Ciudadela: José A. Quintana, 1957.
- Resumen topográfico e histórico de Menorca. Madrid: Real Academia de la Historia, 1989. (A partir de un manuscrito de 1787. Al cuidado de José Gella).